# Нюбергсун ИЛ-Трюсил
Нюбергсун ИЛ-Трюсил (на норвежки: Nybergsund Idrettslag-Trysil, кратка форма по името на селото Нюбергсун) е норвежки футболен клуб, базиран в едноименното село Нюбергсун. Състезава се във второто ниво на норвежкия футбол Адеколиген. Играе мачовете си на стадион Нюбергсун.